# Assié-Koumassi
Assié-Koumassi este o comună din departamentul Bongouanou, regiunea N'zi-Comoé, Coasta de Fildeș.